# 藤井喬
藤井 喬（ふじい たかし、1909年11月27日 - 2001年12月5日）は、日本の郷土史家で歌人。

## 経歴
東京高等師範学校（現在の筑波大学）を卒業後、1931年（昭和6年）に香川県で中学教諭となる。その後、徳島県で辻高校、阿波高校の校長を経て、1971年（昭和46年）に徳島文理大学教授に就任。1987年（昭和62年）退職。
2001年12月5日、老衰のため死去。

## 著書
- 『涙草の研究』藤井喬、1935年。
- 『岩雲花香覚書』藤井喬、1958年。
- 『阿波の土柱』土柱堂、1959年。
- 『女流歌人細井菊枝と枕流集など』藤井喬、1960年。
- 『涙草原解』原田印刷出版、1969年。
- 『阿波文学探歩』原田印刷出版、1969年。
- 『阿波人物志』原田印刷出版、1973年。
- 『七条文堂と百世草など』日本古書通信社、1974年。
- 『阿波文学碑考』原田印刷出版、1974年。
- 『土御門上皇と阿波』土成町観光協会、1975年。
- 『七条文堂の研究 その生涯と業績』徳島県教育会、1976年。
- 『藻塩草』教育出版センター、1977年。
- 『徳島先賢伝』原田印刷出版、1987年。
- 『流離の歌人加納小郭家』原田印刷出版、1988年。